# Lou Gehrig
Henry Louis "Lou" Gehrig (Yorkville, 19 de junho de 1903 — Riverdale, 2 de junho de 1941) foi um jogador de beisebol norte-americano que atuou entre 1923 e 1939 na Major League Baseball. Ele é muito lembrado pela sua potência no bastão, sua sequência de jogos como titular no line-up e sua longevidade na posição, além de sua emocionante despedida do beisebol aos 36 anos, quando foi acometido de uma doença fatal.
Popularmente chamado de The Iron Horse (O cavalo de ferro) por sua força, Gehrig estabeleceu vários recordes nas major leagues. Está em segundo com maior número de grand slams na carreira com 23. Alex Rodriguez é o primeiro com 25 grand slams.
Gehrig foi eleito para o salão da fama do beisebol em 1939. Já em 1969 ele foi eleito como o melhor primeira-base de todos os tempos pela Baseball Writers' Association. Ele também foi líder em votos para o Major League Baseball All-Century Team ("time do século da MLB"), escolhido pelos fãs em 1999.
Um nativo de Nova Iorque, ele jogou no New York Yankees a carreira inteira até seu falecimento devido a uma esclerose lateral amiotrófica, que agora é conhecida nos Estados Unidos e no Canadá como A doença de Lou Gehrig.
Lou Gehrig jogou como profissional por 15 anos entre as temporadas de 1925 até 1939, ele conseguiu jogar impressionantes 2.130 jogos de forma consecutiva, essa sequência só foi interrompida quando Gehrig foi acometido de uma doença neuromuscular fatal (ELA) que acabaria com sua vida dois anos depois. Essa sequência permaneceu como um  recorde absoluto na MLB por quase 56 anos, até que Cal Ripken Jr., do Baltimore Orioles, quebrou a marca em 6 de setembro de 1995.
Gehrig acumulou 1993 corridas impulsionadas em seus 17 anos de liga, com um aproveitamento no bastão de 34%, e com um on-base percentage de 44,7% e com um slugging percentage de 63,2%. Três das seis maiores RBIs anotadas em uma temporada na história do beisebol pertencem a Gehrig. Ele foi selecionado para o All-Star game em 7 temporadas seguidas (apesar de ele não ter jogado em 1939, devido a sua aposentadoria forçada pela doença que o enfraquecia). Ele ganhou da Liga Americana o prêmio de MVP em 1927 e em 1936. Ele também ganhou a Tríplice Coroa do beisebol em 1934, liderando a Liga em percentual de rebatidas, home runs e em corridas impulsionadas.

## Prêmios e conquistas
- 7× selecionado All-Star (1933, 1934, 1935, 1936, 1937, 1938, 1939);
- 6× campeão de World Series (1927, 1928, 1932, 1936, 1937, 1938);
- 2× LA MVP (1927, 1936);
- Rebateu 4 home runs em um jogo em 3 de junho de 1932;
- Camisa aposentada pelo New York Yankees (#4);
- Nomeado para o Time do Século da Major League Baseball;

## Galeria

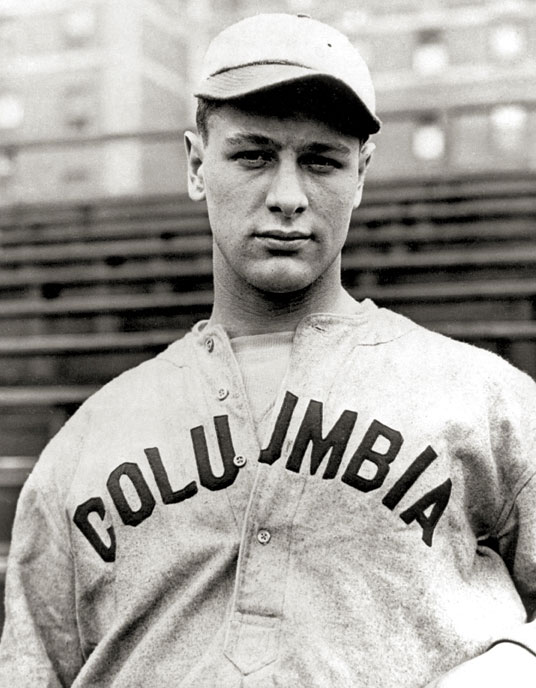
Lou Gehrig antes de entrar para o New York Yankees, em 1921.
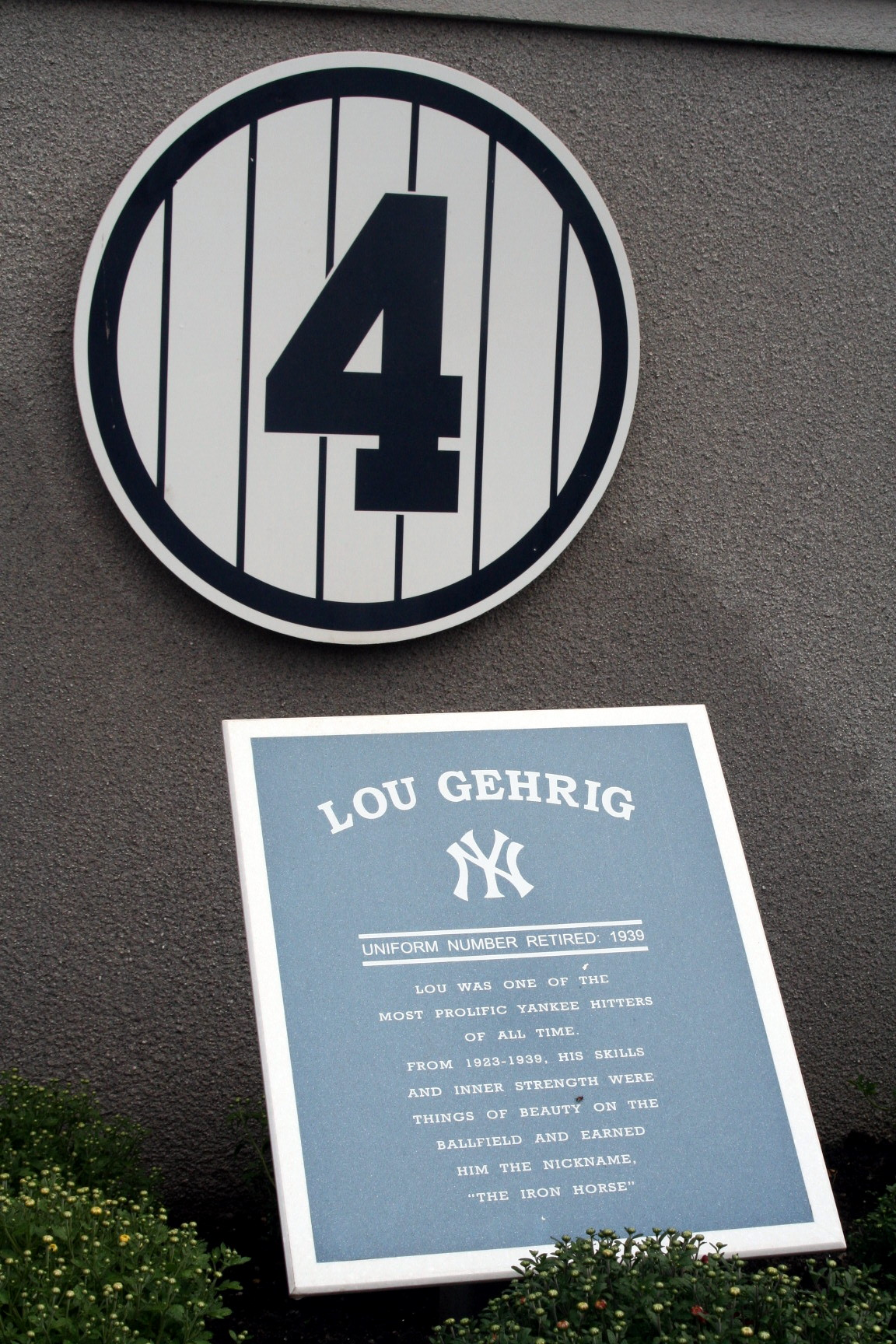
Número aposentado de Lou Gehrig (#4).